# Gegi
Gegi war ein altägyptischer Würdenträger am Ende der 5. Dynastie. Er hatte ein Grab in Saqqara, von dem eine Scheintür und sechs Statuen im Jahr 1884 in das Kairoer Ägyptische Museum gelangten.
Auf den Statuen trägt Gegi verschiedene Titel, sein höchster Rangtitel war einzig(artig)er Freund (Semher-wati = Smḥr-wˁ.tj). Sein Amtstitel war Oberhaupt von Ta-wer. (Heri-tep-aa-Ta-wer = Ḥrj-tp-ˁ3-T3-wr). Ta-wer war der 8. oberägyptische Gau, Gegi war also Provinzoberhaupt. In dieser Funktion trug er auch den Titel Vorsteher der Priester des Anhor (Onuris) (Imi-ra-hem-netjer-An-hor = Jmj-r3-ḥm-nṯr-jnjt-ḥr.t). Auf seiner Scheintür führt er die höheren Rangtitel Graf (Hatia = Ḥ3.tj-ˁ) und königlicher Siegler (Chetemti-biti = Ḫtm.tj-bjtj).

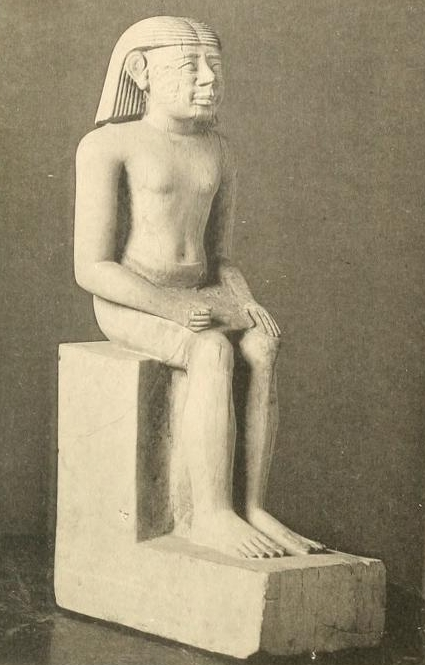
Statue des Gegi

Die chronologische Einordnung von Gegi ist nicht sicher. Auf seiner Scheintür bezeichnet er sich mit dem Titel eines Aufwärters der Priester in Cha-nefer-Merenre (Sḥḏ-ḥm-nṯr Ḫˁj-nfr-Mrj-n-rˁw). Er war somit Priester an der Pyramide von König Merenre. Er lebte also unter diesem Herrscher oder danach.